# 관산읍
관산읍(冠山邑)은 전라남도 장흥군의 남부에 위치한 읍이다.

## 개요
관산읍은 북쪽은 용산면에 접하고 남쪽으로는 대덕읍.회전면과 접해 있으며, 동쪽으로는 남해바다 득량만을 끼고 있어 각종 해산물이 풍부하다. 또한 대덕읍과 경계를 이루는 호남 5대 명산 천관산(天冠山)이 읍내를 바라다 보고 있다

## 역사
- 옛 지명은 백제때 오차현(烏次縣). 신라때는 오아현(烏兒縣). 고려때 정안현(定安縣)으로 불리었는데고려 17대 인종왕비인 공예태후 임씨(장흥임씨)의 탄신지라 하여 이름을 장흥(長興) 으로 고치고 장흥부로 승격시켰는데, 공예태후 임씨를 총애한 인종이 고을 명칭을 오래도록 흥할 고장이라는 뜻으로 장흥이라 지어 하사하여 명칭이 유래되었다. 현재도 관산읍을 가로지르는 고읍천이 흐르고 있어 그 옛날 고읍이었다는 것을 알 수 있게 한다
- 1914년 4월 1일 고상면(古上面)과 고하면(古下面)을 고읍면(古邑面)으로 합면하였다.[1] (13법정리)

| 구 행정구역 | 신 행정구역 | 신 행정구역                                            |
| ----------- | ----------- | ------------------------------------------------------ |
| 고상면 일원 | 고읍면 일원 | 남송리, 성산리, 부평리, 농안리, 용전리, 옥당리, 죽교리 |
| 고하면 일원 | 고읍면 일원 | 방촌리, 송촌리, 지정리, 신동리, 삼산리, 외동리         |
- 1931년 4월 1일 고읍면을 관산면으로 개칭하였다.[2]
- 1932년 11월 1일 남하면 일부를 편입하였다.[3] (16법정리)

| 구 행정구역 | 신 행정구역 | 신 행정구역            |
| ----------- | ----------- | ---------------------- |
| 남하면 일부 | 관산면 일부 | 고마리, 죽청리, 하발리 |
- 1980년 12월 1일 관산면을 관산읍으로 승격하였다.[4]

## 법정리
- 고마리(叩馬里)
- 남송리(南松里)
- 농안리(農安里)
- 방촌리(傍村里)
- 부평리(夫平里)
- 삼산리(三山里)
- 성산리(聖山里)
- 송촌리(松村里)
- 신동리(新東里)
- 옥당리(玉堂里)
- 외동리(外洞里)
- 용전리(龍田里)
- 죽교리(竹橋里)
- 죽청리(竹靑里)
- 지정리(枝亭里)
- 하발리(下鉢里)

## 교육
- 관산초등학교 (옥당리)
  - 관산북초등학교(남송분교(폐교)): 남송부평로 222-20 (남송리)
  - 관산동초등학교(영성분교(폐교)): 죽교상하발로 364-34 (죽청리)
- 신동초등학교(폐교): 정남진로 507-17 (신동리)
- 장환초등학교(폐교): 고마장환길 828 (고마리)
- 관산남초등학교 (삼산리)
- 관산중학교 (죽교리)
- 관산고등학교 (옥당리)